# Burg Wiedersberg
Die Burg Wiedersberg (historisch auch Ruine Haags) ist die Ruine einer Spornburg auf einem 490 m ü. NN hohen Sporn des Haagberges über dem Ortsteil Wiedersberg der Gemeinde Triebel/Vogtl. im Vogtlandkreis in Sachsen.

## Lage
Die Höhenburg in Spornlage liegt im Nordwesten von Wiedersberg auf einem nach Westen ausgerichteten Sporn über dem Feilebach.

## Geschichte
Burg Wiedersberg entstand um 1200 als Burg zum Schutz der von Plauen nach Hof führenden Reichsstraße. Der erste urkundliche Nachweis datiert mit der Nennung eines „Reimboto de Widersberch“ aus dem Jahr 1267. Die Burg gilt als Stammhaus der Freiherren Wiedersperger von Wiedersperg. In Troschenreuth besaß die Burg ein Vorwerk. Vogt Heinrich I. von Plauen aus dem Hause Reuß gelang es, Burg Wiedersberg zu erwerben.
1357 kam „Widersberg castrum“ in den Besitz der Wettiner über. Die Burg wurde nach 1300 ausgebaut und ist ab 1500 verfallen. Im 16. Jahrhundert wurde im Tal in der Ortslage ein Herrenhaus im Renaissancestil errichtet. 

## Aktueller Zustand
Von der Burg sind noch der der Ringmauer vorstehende restaurierte Torturm, einige Gewölbekeller und die Umfassungsmauern erhalten. Bemerkenswert ist der in den Fels geschlagene doppelte Halsgraben und die Torfahrt des Torturmes, die im Turm um 90 Grad umschwenkt.

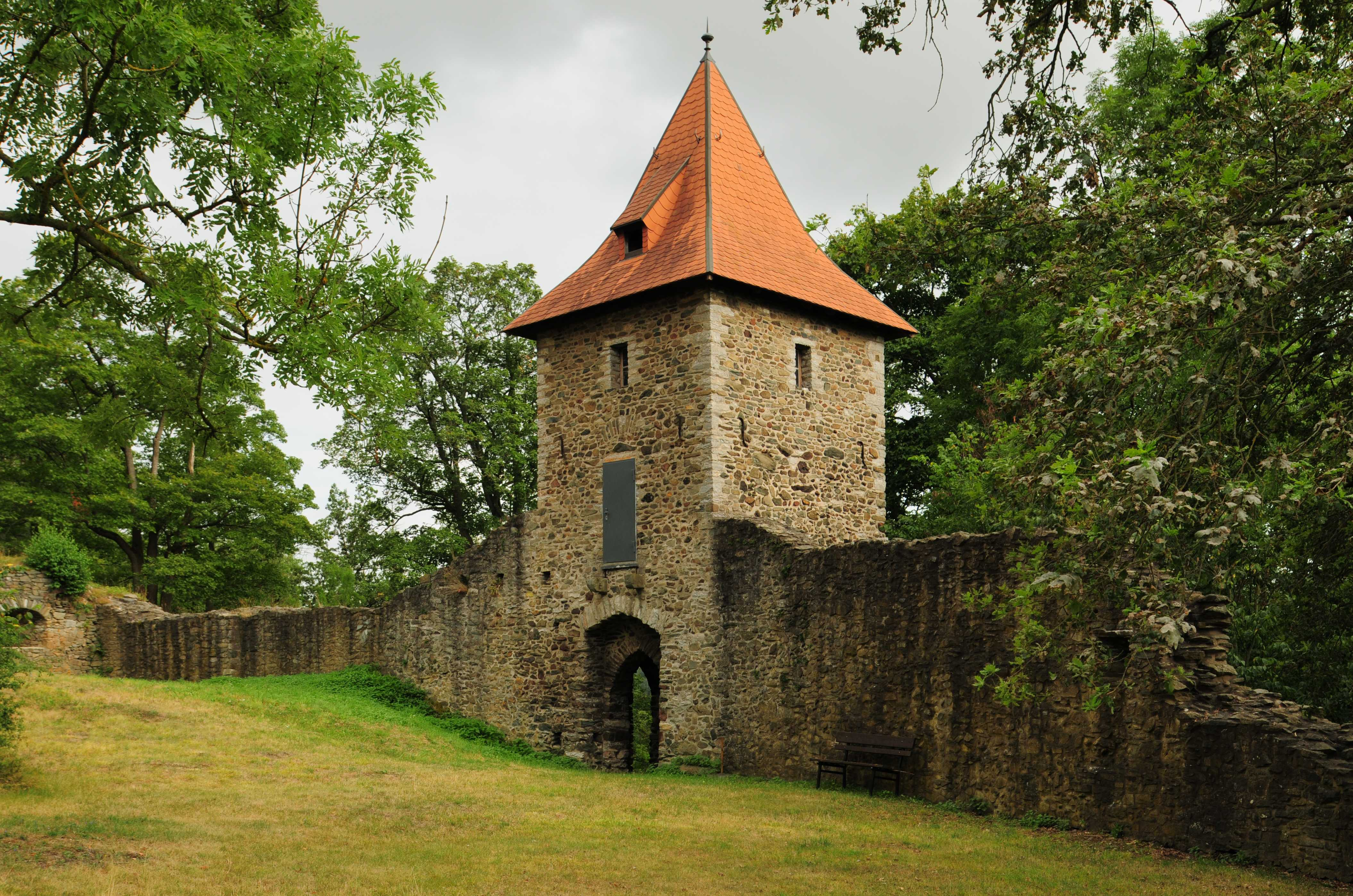
Westseite
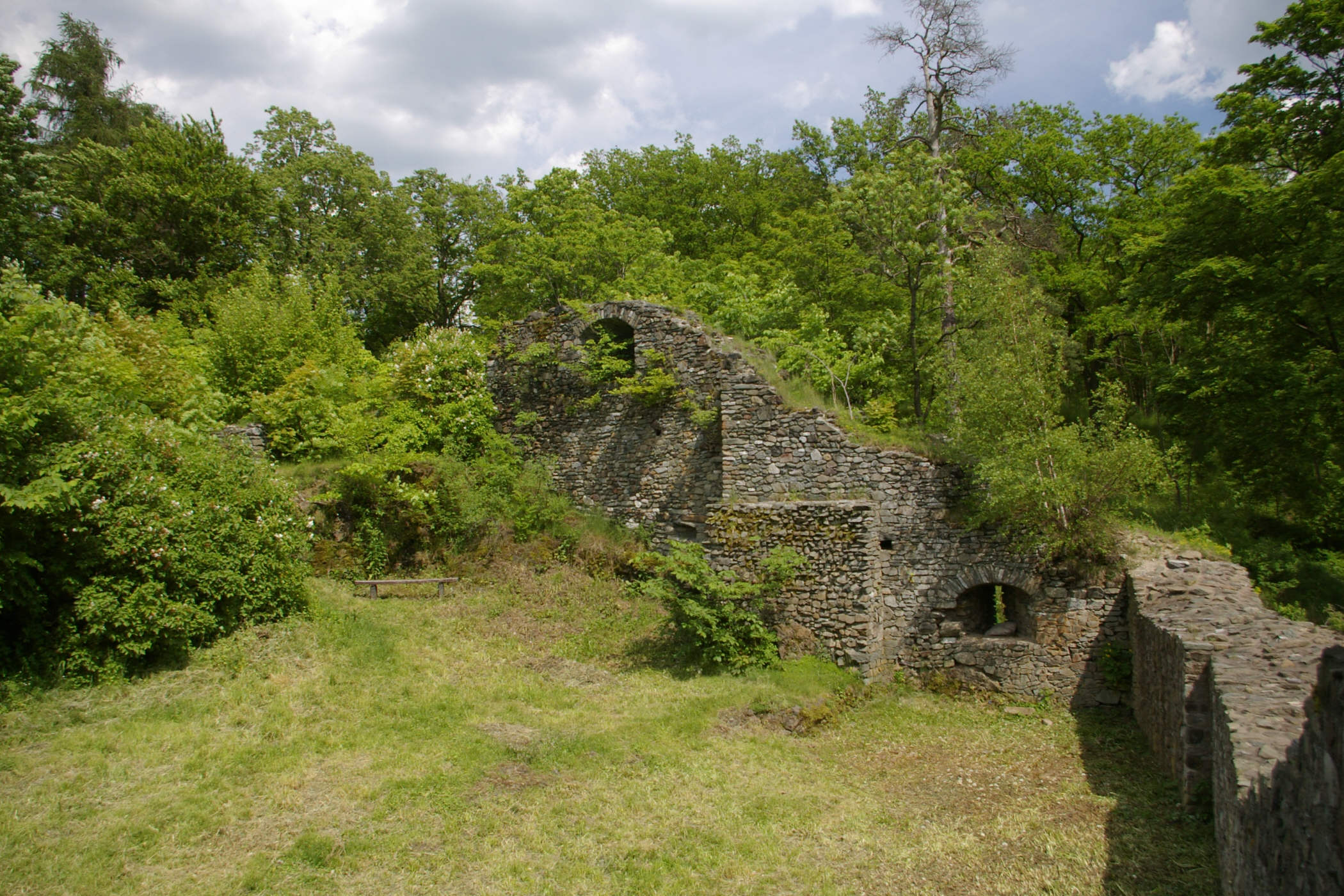
Südseite
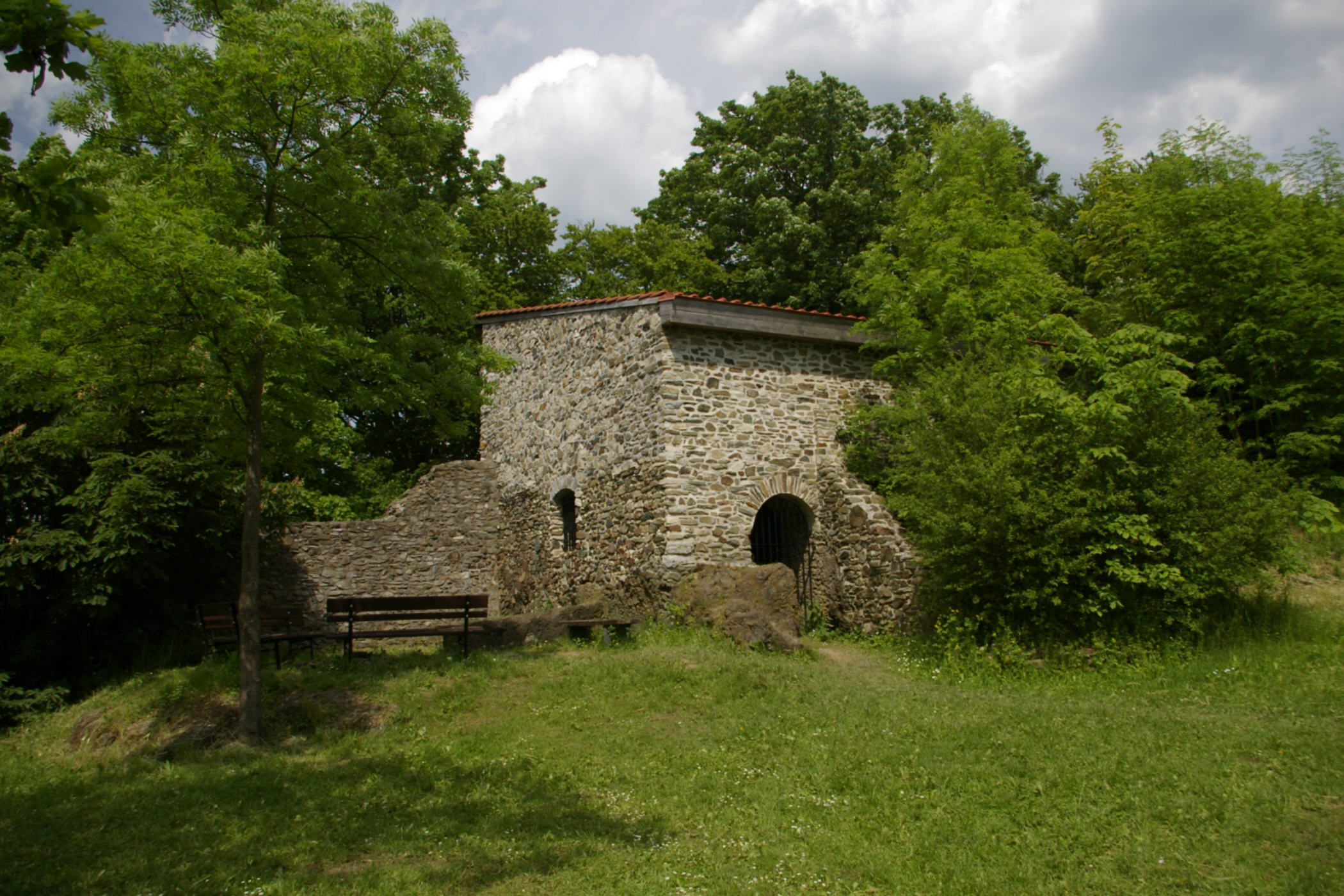
Wieder überdachtes Gewölbe
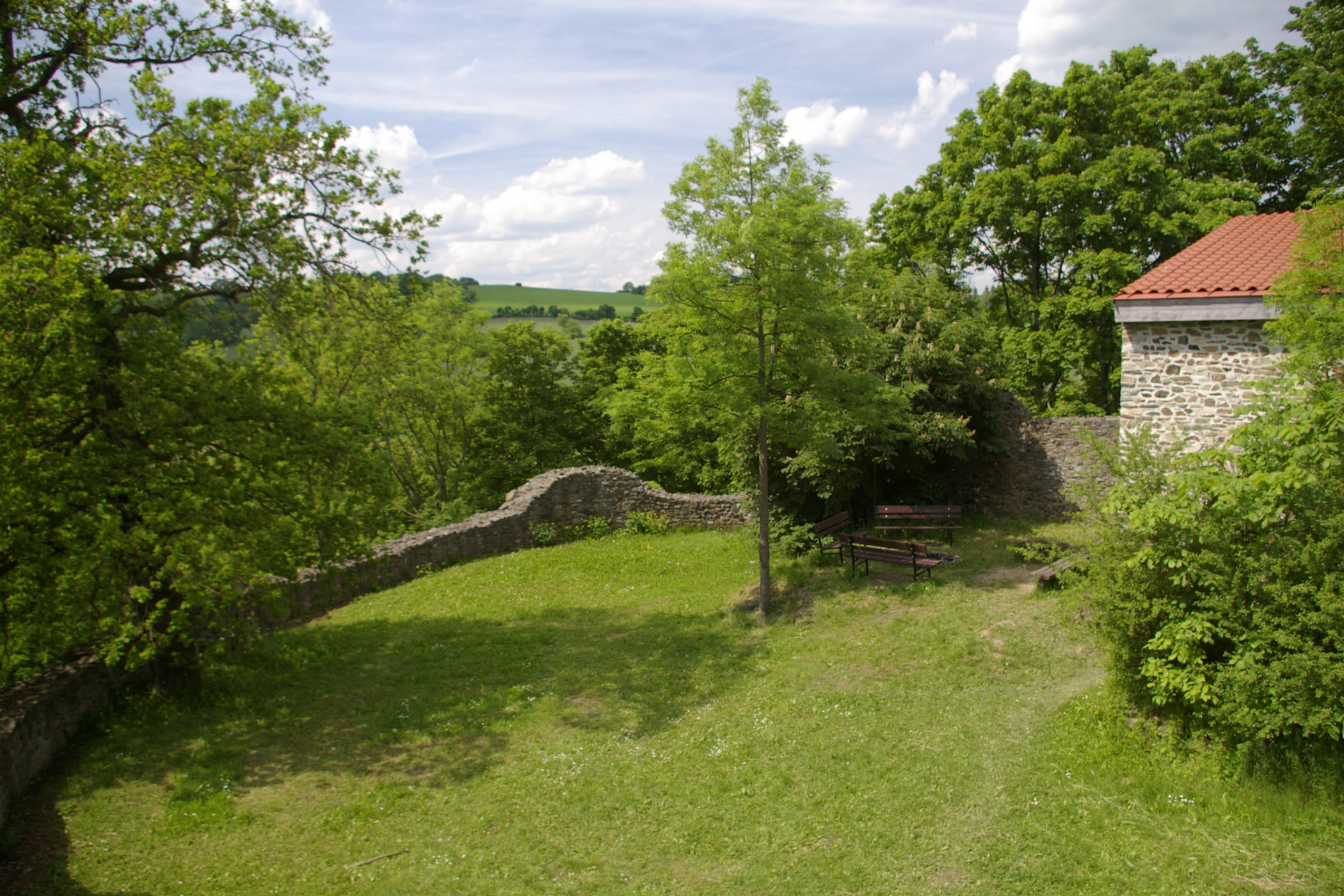
Nordseite, Blick zur Straße Plauen – Hof

Im Areal gemachte Funde sind dem 12.(?) bis 15. Jahrhundert zuzuweisen.
Am 12. März 1973 wurde das Burgareal als Bodendenkmal eingetragen.